# Sh2-79
Sh2-79 est une grande nébuleuse en émission visible dans la constellation de l'Aigle.
Elle est observée dans la partie nord de la constellation dans un tronçon de la Voie lactée fortement obscurci par la poussière interstellaire et par les bancs denses de gaz neutre connus dans cette section sous le nom de Rift de l'Aigle. Malgré sa grande extension, le nuage est difficile à observer en raison de sa faiblesse. La période la plus appropriée pour son identification est de juin à novembre.
Il s'agit d'une région H II étendue probablement associée au grand rémanent de supernova G 49.2-0.7, clairement visible aux ondes radio et située à une distance d'environ 6 000 pc (∼19 600 al). Sh2-79 se retrouve ainsi sur le bras du Sagittaire, à proximité de la grande région de formation d'étoiles W51 et notamment W51C, dont G 49.2-0.7 fait partie. Selon plusieurs études, la région W51 représente la première étape dans la formation d'une association OB, comme l'indique la présence de nombreuses étoiles de classe spectrale O situées dans la région et enfermées dans un nuage moléculaire, dont les émissions sont clairement visibles en radio. Certains scientifiques pensent également que W51 est le point d'origine du bras d'Orion, qui se sépare du bras du Sagittaire,.